# Federico Landrove Moiño
Federico Landrove Moiño (Ferrol, La Coruña, 31 de julio de 1883 – Segovia, 6 de junio de 1938) fue un docente y político español, destacado por su labor como profesor y su compromiso con el PSOE en el primer tercio del siglo XX. Fue brevemente alcalde de Valladolid en 1931 y diputado a las cortes en la legislatura de 1933-1936. Murió en la cárcel en 1938 tras ser arrestado por autoridades franquistas sublevadas durante la Guerra Civil Española. 

## Biografía
Nació en Ferrol, La Coruña, en una familia humilde. Tras completar su formación en su ciudad natal y aprobar las oposiciones al Magisterio Nacional, fue destinado a Bilbao. Posteriormente ingresó en la Escuela Superior de Magisterio, donde estudió Ciencias. En 1911 fue nombrado profesor de Matemáticas en la Escuela Normal de Maestros de Valladolid, donde ejerció hasta el inicio de la Guerra Civil Española, exceptuando un breve período de suspensión durante la dictadura de Miguel Primo de Rivera, cuando fue objeto de un registro policial en su domicilio, en el cual se hallaron hojas clandestinas.

### Carrera política
Federico Landrove fue uno de los líderes más destacados del socialismo vallisoletano y contribuyó significativamente al crecimiento de la Agrupación Socialista Vallisoletana. En 1917 fue elegido concejal en el Ayuntamiento de Valladolid, cargo que mantuvo también en 1920 y 1930, encargado de los asuntos educativos. En 1931 fue elegido nuevamente concejal por el distrito del Campo de Marte y, poco después, fue designado alcalde de Valladolid, cargo que ejerció hasta diciembre del mismo año. Dimitió citando la falta de apoyo de algunos ediles y a algunas revueltas de la clase obrera. 
En las elecciones de abril de 1933, fue elegido diputado por el PSOE. Entre mayo y agosto de ese año, ocupó el cargo de director general de Enseñanza Primaria, participando en las Comisiones Parlamentarias de Instrucción Pública y de Estatutos. Colaboró también en la redacción del estatuto vasco. Renunció a su acta de diputado el 5 de noviembre de 1934. 

### Persecución y muerte
Con el estallido de la Guerra Civil Española, Landrove se ocultó junto a su familia en Valladolid, pero fue detenido el 23 de julio de 1936. Fue condenado a treinta años de prisión por su afiliación y actividad política. Durante su encarcelamiento en el penal de San Cristóbal, Pamplona, contrajo una enfermedad renal, por lo que fue trasladado al Hospital-Asilo Penitenciario de Segovia, donde falleció en junio de 1938. Las autoridades franquistas confiscaron una importante colección de libros que pertenecía a su biblioteca personal.

## Vida personal
Contrajo matrimonio con María López y tuvo cuatro hijos. Uno de ellos, Federico Landrove López, también fue un destacado miembro del socialismo vallisoletano y diputado en las Cortes republicanas de 1936. Después de ser detenido con su padre, fue fusilado al inicio de la contienda civil.

## Homenajes
En 2014, la Universidad de Valladolid rindió homenaje a los docentes represaliados durante la guerra civil, entre ellos a Federico Landrove Moiño.